# ラブ&キッス〜サクセス・UKリミックス
『ラブ&キッス〜サクセス・UKリミックス』（U.K. Remixes）は、1991年にリリースされたダニー・ミノーグのリミックス・アルバムである。

## 概要
日本のみで発売された。『ラヴ&キッス』収録曲のリミックスを収録。

## 収録曲
1. ラヴ&キッス（12インチ・ヴァージョン）- Love and Kisses (Full 12" Version)
2. ラヴ&キッス（アカペラ）- Love and Kisses (Acappella)
3. ラヴ&キッス（エディット）- Love and Kisses (Edit)
4. ラヴ&キッス（リミックス・インストゥルメンタル）- Love and Kisses (Remix Instrumental)
5. サクセス（フル・ミックス）- Success (Full Mix)
6. サクセス（12インチ・マスター）- Success (12" Master)
7. サクセス（12インチ・ダブ）- Success (12" Dub)
8. トゥルー・ラヴァー（12インチ・エディット）- True Lovers (12" Edit)